# Океанский летающий лайнер
Океанский летающий лайнер — нереализованный проект турбореактивного грузо-пассажирского гидросамолёта сверхвысокой грузоподъёмности, предложенный Г. М. Бериевым в 1963 году.

## Целесообразность
Практическая целесообразность создания такого гиганта объяснялась его конструктором следующим образом:
Средняя стоимость воздушных перевозок трансатлантических лайнеров капиталистических стран на один пассажирокилометр составляла (в копейках или центах по курсу на момент проектирования):
- британских самолётов «Виккерс Супер 10» (грузоподъёмность — 140 тонн, четыре двигателя) — 1,9 копейки (2,1 цента),
- французских теплоходов класса «Франция» (тоннаж — 59 тыс. тонн) — 3,2 копейки (3,55 цента), а для проектируемого гидросамолёта она должна была составить 0,31 копейки (0,34 цента), что обеспечивало весьма существенную экономию и снижение затрат на авиаперевозки пассажиров и грузов на дальние расстояния. Кроме того, учитывая многократно увеличенную пассажировместимость, среднее количество пассажиров, перевезённых в течение шестидневного периода (один вылет в сутки), на один гидросамолёт составит 12 тысяч человек, в то время как упомянутый британский «Виккерс Супер 10» при аналогичном количестве полётов обеспечивал перевозку лишь 600 человек. Таким образом, один океанский летающий лайнер Бериева заменял собой двадцать «виккерсов» или шесть «франций».

Бериев был убеждён, что Советский Союз обладал достаточной производственно-технической базой для строительства спроектированных им гидросамолётов уже в 1963 году, в то время как проблема создания аналогичных летающих тяжеловозов с посадкой на наземные аэродромы не могла быть решена ещё достаточно долго (в силу запредельных нагрузок на шасси самолёта и на покрытие взлётно-посадочной полосы). Кроме того, конструктор исходил из соображений комфорта населения, проживавшего вблизи крупных аэропортов и вынужденного каждодневно слушать шум двигателей взлетающих и приземляющихся самолётов, он считал необходимым снизить нагрузку на наземные аэропорты, переключив значительную часть грузо-пассажирских перевозок на морские порты, приспособленные под взлёт и посадку гидросамолётов. Во-первых, под самолёты такого класса пришлось перепроектировать существующие и строить новые многокилометровые ВПП для разбега тысячетонной машины, во-вторых, глубину заливки бетонного покрытия ВПП пришлось увеличивать на несколько метров, и, в-третьих, создавать новые высокопрочные сорта бетона и вспомогательных соединений для обеспечения нормальной, безаварийной эксплуатации ВПП. Взлёт и посадка на воду, создающую значительный амортизирующий эффект при посадке летательного аппарата, снимала указанные вопросы с повестки дня.

## Лётно-технические характеристики
Океанский лайнер по мысли конструктора должен был обладать следующими характеристиками:
- Крейсерская скорость — 900 км/ч
- Двигательная установка — турбореактивная, восемь двигателей (по четыре на каждом крыле)
- Тяга на взлёте — 64000 кг
- Грузоподъёмность — до 1000 тонн груза; или
- Пассажировместимость — до 2000 человек с багажом
- Дальность полёта при максимальной загрузке — до 8000 км.